# Plaza 66
Le Plaza 66 est un complexe composé de deux gratte-ciel situés à Puxi dans le district de Jing'an, au centre de Shanghai.
Le bâtiment le plus haut mesure 288 m pour 66 étages. Il a été terminé en 2001.
L'autre immeuble mesure 228 m pour 48 étages et a été terminé en 2006.
Le complexe comprend également un centre commercial de luxe (Louis Vuitton, Hermès, Cartier entre autres).
Les architectes sont les agences d'architecture chinoise East China Architectural Design & Research Institute (ECADI), Frank C. Y. Feng Architects & Associates et l'agence américaine Kohn Pedersen Fox Associates.